# Regal Hotels International

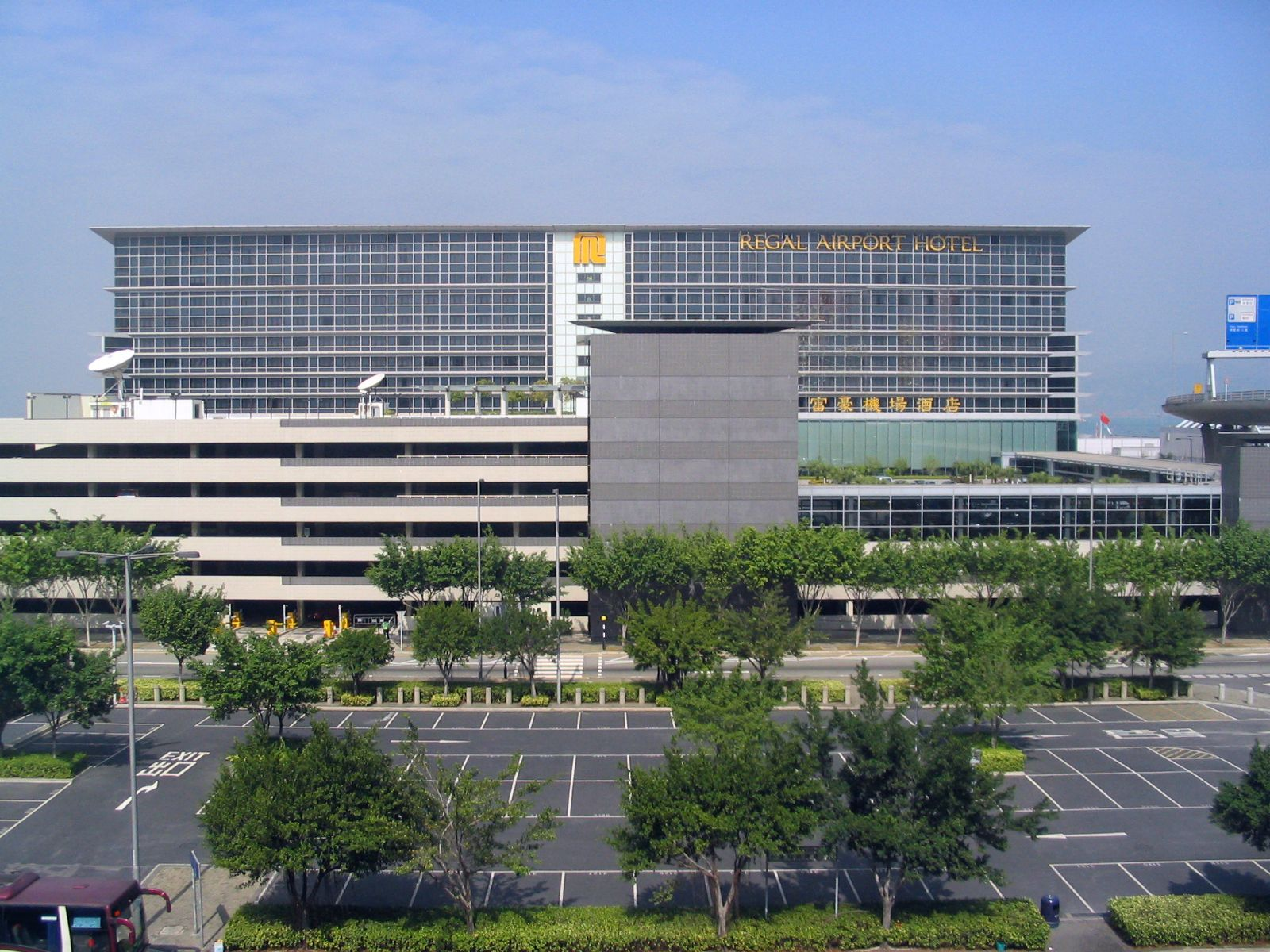
Regal Airport Hotel

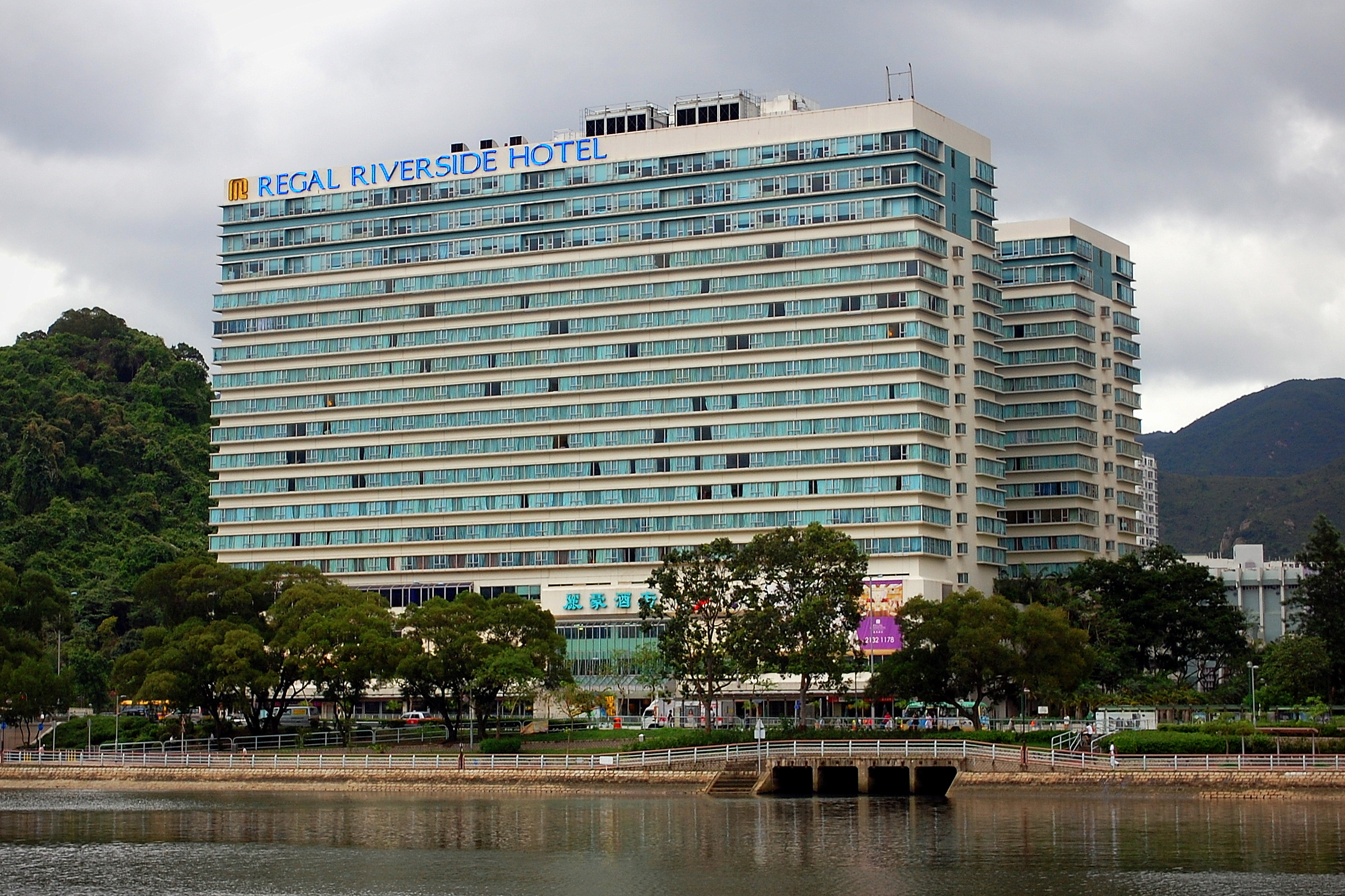
Regal Riverside Hotel

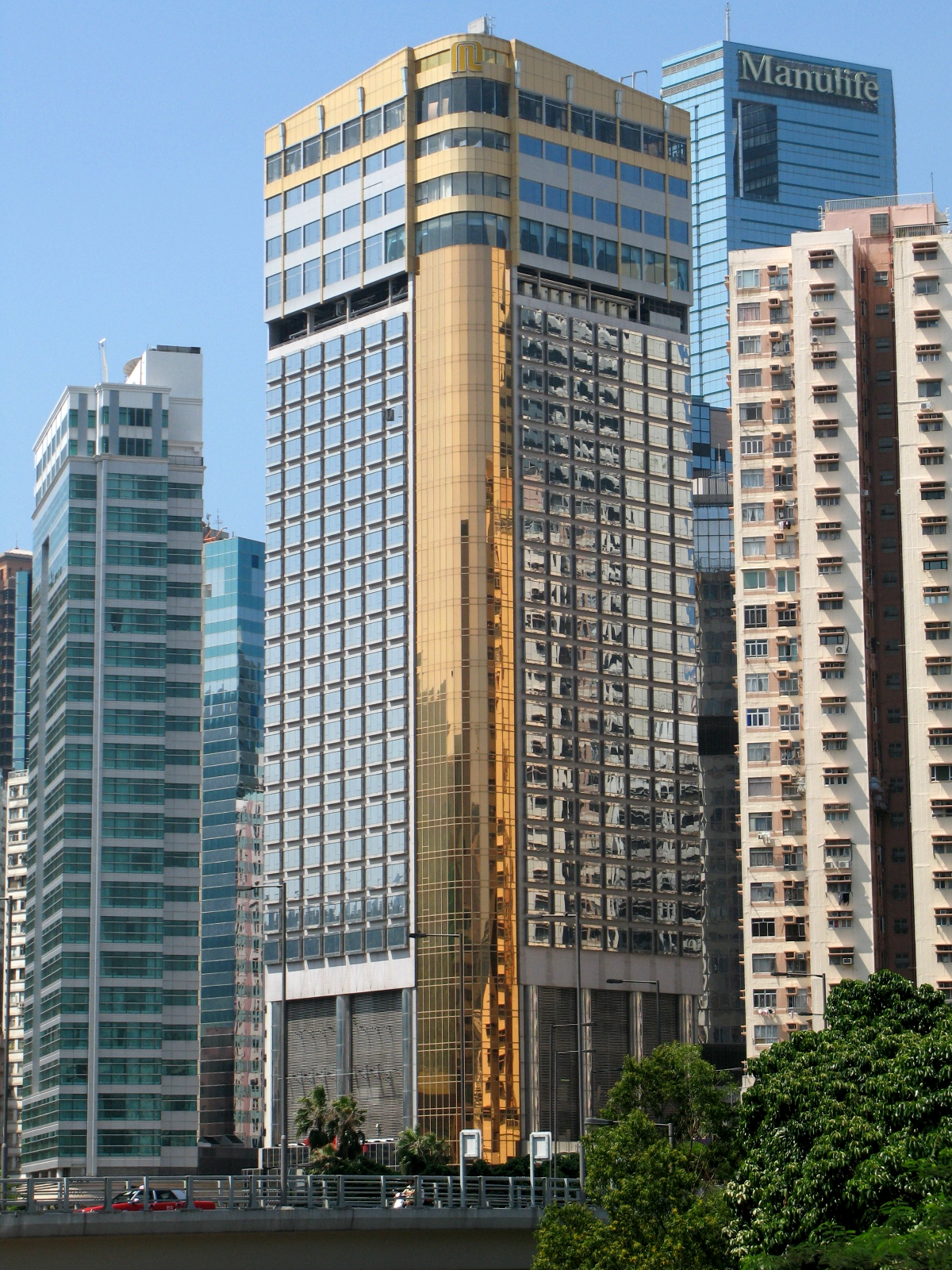
Regal Hongkong Hotel

Regal Hotels International (RHI) — гонконгская компания, управляющая сетями отелей Regal и iclub. Холдинговая компания Regal Hotels International Holdings Limited зарегистрирована на Бермудских островах и с 1980 года котируется на Гонконгской фондовой бирже. Своими активами в сфере гостиничной недвижимости компания управляет через Regal Real Estate Investment Trust (Regal REIT). 
Наряду с Century City International Holdings, Paliburg Holdings и Regal Real Estate Investment Trust, компания Regal Hotels International Holdings входит в состав крупной гонконгской финансовой группы Century City Group. Крупнейшим акционером компании является гонконгский миллионер Ло Юксуй — председатель правления и исполнительный директор Regal Hotels.

## Деятельность
Компания Regal Hotels International, основанная в 1979 году, является одним из крупнейших гостиничных операторов Гонконга и быстро расширяет своё присутствие на рынке материкового Китая (по состоянию на 2017 год имела более 10 тыс. номеров, более 90 ресторанов и баров).
Также Regal Hotels International занимается лизингом пассажирских самолётов. Штаб-квартира Regal Hotels International расположена в здании Regal Hongkong Hotel в районе Козуэй-Бей.  

## Структура
Отели Regal Hotels International расположены в следующих городах: 
- Гонконг (Regal Airport Hotel, Regal Hongkong Hotel, Regal Kowloon Hotel, Regal Oriental Hotel, Regal Riverside Hotel, Regala Skycity Hotel, iclub Fortress Hill Hotel, iclub Ma Tau Wai Hotel, iclub Mong Kok Hotel, iclub Sheung Wan Hotel, iclub AMTD Sheung Wan Hotel, iclub Wan Chai Hotel)
- Шанхай (Regal Jinfeng Hotel, Regal Plaza Hotel & Residence)
- Дэчжоу (Regal Kangbo Hotel)
- Сиань (Regal Airport Hotel)
- Чэнду (Regal Xindu Hotel)
- Куньшань (Regal Huaqiao Hotel)
- Лондон (The Waterman by Regal)

Ранее Regal Hotels International владела отелями в Торонто (Regal Constellation Hotel), Бостоне и Аризоне.